# 마사오카촌
마사오카촌(正岡村)은 에히메현 온센군에 설치된 촌이다. 